# Nothobranchiidae
Nothobranchiidae är en familj av benfiskar som innehåller ungefär 300 arter. De är små äggläggande tandkarpar ("killifiskar"), oftast omkring 5 centimeter långa. De är i huvudsak begränsade till Afrika, och var tidigare med i familjen Aplocheilidae (som nu är begränsad till madagaskiska och asiatiska arter, och den västafrikanska Pseudepiplatys annulatus). De lever i sötvatten, men är något salt-toleranta. De finns också i lerigt eller bräckt vatten. Vissa arter hålls som akvariefiskar. Hos flertalet av arterna är hannarna väldigt färgglada. Nästintill alla honor är bruna eller gråbruna, ibland med fläckig teckning.
Medlemmar av släktet Nothobranchius finns i leriga pölar på slätterna i Afrika, en livsmiljö som inte delas av någon annan fisk förutom lungfiskar. Deras livscykel är bara ett år långt, och de dör när pölarna torkar upp. Pölarna av denna typ besprutas ofta med gift för att minska mygg populationer, men dödar också fisken. Som kan förväntas med kortlivade arter som lever i en kortlivad livsmiljö, blir många av dessa fiskar könsmogna inom några veckor efter de kläcks.

## Släkten
- Aphyosemion
- Callopanchax
- Epiplatys
- Episemion
- Fenerbahce (före detta Adamas)
- Foerschichthys
- Fundulopanchax
- Nimbapanchax
- Nothobranchius
- Pronothobranchius
- Scriptaphyosemion